# British Rail 310 sorozat
A British Rail 310 sorozat, korábbi nevén az AM10 sorozat, egy angol három- vagy négyrészes 25 kV 50 Hz-es váltakozó áramú villamosmotorvonat-sorozat volt. 1966-ban készültek el, a West Coast Main Line villamosításának befejezésével egyidőben. Az első és az utolsó kocsiban a vezetőállást egy üvegfal választotta el a vezetőállástól, így az utasoknak nagyszerű kilátást biztosított előre- vagy hátrafelé. Az eredeti festése az általános vasúti kék szín volt, később ezt módosították a jól ismert kék és szürke színekre. Az angol vasúti privatizáció során a sorozat az LTS Rail-hez került (Jelenleg C2c). 2004-ben lett selejtezve. Bár voltak próbálkozások egy példány megőrzésére, de végül nem sikerült, így az összes jármű szétbontásra került.